# Весо
Весо́ (фр. Ouésso) — город на севере Республики Конго, административный центр департамента Санга. Расположен на берегах реки Санга в окружении тропических лесов, на высоте 340 м над уровнем моря. Население города по данным переписи 2007 года составляло 28 179 человек.
Город наиболее известен пигмейскими племенами, живущими неподалёку.

## Транспорт
Через Весо проходит транс-африканский автодорожный маршрут  шоссе Триполи-Кейптаун.
В городе имеется аэропорт, существует паромное сообщение с Браззавилем. В 2007 году корейский консорциум предложил построить из Весо в Браззавиль железную дорогу в обмен на возможность лесозаготовок.